# Stolnik
Een stolnik was een belangrijke eretitel en functie aan het hof van de Kroon van het Poolse Koninkrijk, het Groothertogdom Litouwen en later het Pools-Litouwse Gemenebest. Ook aan het Russische hof bestond de titel. Een stolnik is vergelijkbaar met een hofmeester of dapifer en was de meerdere van een podstoli.
De titel is in de 13e eeuw ontstaan en was tussen de 14e en 16e eeuw ook een eretitel voor een starost.